# Grandes éxitos a la manera de Alejandro Fernández
"Grandes éxitos a la manera de Alejandro Fernández" es el tercer álbum grabado por el cantante mexicano Alejandro Fernández. Fue producido por Pedro Ramírez. En este álbum interpreta canciones clásicas de grandes compositores como Luis Demetrio y Armando Manzanero. Él lanzó un video para la canción "A Pesar de Todo". Otras canciones conocidas de este álbum es "Si Dios me quita la vida".

## Información sobre el álbum
Este álbum es como un homenaje, "Grandes éxitos a la manera de Alejandro Fernández" contiene grandes hits de todos los tiempos: "La Gloria eres tú", "Encadenados", "Si Dios Me Quita la Vida", "No" (que se convirtió en una velada romántica), "A Pesar de Todo" (lo cual grabó el video original), "Noche de Ronda", "La Enramada", la famosa canción de Carlos Gardel "El Día que me quieras" y "Piensa en mí" son las versiones conocidas para el intérprete.

## Lista de canciones
1. La gloria eres tú (José Antonio Méndez) - 2:57
2. Consentida (Alfredo Núñez de Borbón) - 4:01
3. Encadenados (Carlos Arturo Briz) - 2:54
4. Si Dios me quita la vida (Luis Demetrio) - 4:33
5. Conozco a los dos (Pablo Valdés Hernández) - 3:03
6. Rival (Agustín Lara) - 3:42
7. No (Armando Manzanero) - 3:15
8. A pesar de todo (Augusto Algueró, Antonio Guijarro) - 3:19
9. Noche de ronda (Agustín Lara) - 4:01
10. La enramada (Graciela Olmos) - 2:55
11. El día que me quieras (Carlos Gardel, Alfredo Le Pera) - 4:18
12. Piensa en mí (Agustín Lara) - 4:25
13. Mitad tú, mitad yo (Antonio Cisneros, Mario Molina Montes) - 2:44
14. Voy (Luis Demetrio) - 2:47

## Lista de posiciones

### Álbum
| Año  | Listas                            | Posición | Semanas en la lista |
| ---- | --------------------------------- | -------- | ------------------- |
| 1994 | Billboard Regional Mexican Albums | 12       | 4                   |
| 1994 | Billboard Top Latin Albums        | 30       | 12                  |

### Sencillos
| Año  | Listas                                   | Canción                  | Posición | Semanas en la lista |
| ---- | ---------------------------------------- | ------------------------ | -------- | ------------------- |
| 1994 | Billboard Hot Latin Songs                | Si Dios Me Quita La Vida | 19       | 10                  |
| 1994 | Billboard Hot Latin Songs                | A Pesar De Todo          | 10       | 7                   |
| 1994 | Billboard Latin Regional Mexican Airplay | A Pesar De Todo          | 10       | 4                   |